# Петниста градинска змиорка
Петнистите градински змиорки (Heteroconger hassi) са вид актиноптери от семейство Морски змиорки (Congridae).
Те са незастрашен вид.
Таксонът е описан за пръв път от Волфганг Клаузевиц през 1959 година.

## Подвидове
- Heteroconger hassi neocaledoniensis
- Heteroconger hassi nicobarensis